# زبان اشاره کبکی
زبان اشاره کبکی زبان اشاره‌ای است که توسط جامعه فرانسوی‌زبان ناشنوا و کم شنوا در کانادا، بیشتر در استان کبک، استفاده می‌شود.